# Терпсихора
Терпсихора (от гръцки: τέρψη – „удоволствие“ и χoρός – „танц“; „наслаждаваща се на танците“) в древногръцката митология е музата на танците и хоровото пеене. Обикновено е изобразявана танцуваща, с лира в ръка.
Според някои от митовете тя е родила от речния бог Ахелой сирените. Има и мит, според който тя е майка на певеца Лин (по друга версия неговата майка е Урания). Тази муза се свързва с Дионис и затова и се приписва негов атрибут – бръшляна.